# Albrecht Philip von Eynden
Albrecht Philip von Eynden, född 1665 i Östra Telemark i Norge, död 19 april 1731, var en dansk-norsk militär av nederländsk härkomst.

## Biografi
Albrecht Philip von Eynden föddes i Norge som son till Philip von Eynden, major vid Vesterlenske Regiment och sedermera kommendant i Kristiansand, och Magdalene Petronelle de Placa. År 1685 blev von Eynden antagen till Drabantgarden som löjtnant och fortsatte efter två år till Sjællandske Regiment där han 1692 blev kaptenlöjtnant, 1694 kapten och 1699 major. Efter freden i Traventhal var han med sitt regemente del av de hjälptrupper som 1700 skickades till Sachsen för att stödja August den starke där han var brigadmajor. År 1701 var han överstelöjtnant vid Prins Carls Regiment som det året skickades till Flandern för att strida för Nederländerna i spanska tronföljdskriget. Där deltog han 1704 i slaget vid Blenheim, där han sårades. Strax efteråt kallades han hem till Danmark och blev samma år överste och chef för Fynske Regiment. 
Regementet deltog 1709 i den danska invasionen av Skåne och landsteg vid Råå mellan den 12 och 13 november. Natten till den 15 november ryckte von Eynden med sitt regemente in i Helsingborg och mötte där inget motstånd då den sparsamma svenska garnisonen redan hade lämnat staden. En bataljon av Fynske Regiment stannade kvar i Helsingborg för att hjälpa till med att förstärka stadens befästningar medan von Eynden marscherade med sin andra bataljon tillsammans med överstelöjtnant Magnus Ernst von Prehn och dennes Ungerska dragonregemente till Ängelholm där de garnisonerade sig. von Eynden tog sitt högkvarter på Vegeholms slott och kommenderade de danska trupperna i området därifrån. När besked kom om att Magnus Stenbock var redo att rycka in i Skåne med en nyuppsatt svensk armé fick von Eynden order om att nedbryta alla broar över Rönne å förutom Hasslebro och att göra alla vadställen obrukbara. Därefter skulle han dra sig med sin bataljon till Fleninge norr om Helsingborg. Den danska huvudarmén drog sig tillbaka till Helsingborg och Fynske Regiment förenade sig då med denna. Vid slaget vid Helsingborg den 10 mars 1710 förde von Eynden regementet, som stod i första linjen av den danska centern. Inför slaget hade von Eynden befordrats till brigadgeneral. När regementet till höger om von Eyndens regemente, Dronningens Livregiment, kollapsade och tog till flykten efter att ha drabbats hårt av svensk artillerield som dödat regementets chef Manderup Due, drogs även Fynske Regiment med i flykten trots von Eyndens ansträngningar att få sina män att hålla ställningarna.
Efter det misslyckade danska fälttåget i Skåne förde von Eynden 1711 sitt regemente i Nordtyskland och blev samma år befordrad till generalmajor. Han deltog 1712 i belägringen av Stralsund och därefter erövringen av Bremen-Verden där han deltog i belägringen av Stade. Efter erövringen av staden blev han från den 6 augusti 1712 kommendant vid Stades fästning. År 1714 avgick von Eynden både som kommendant och regementschef och trädde istället in i det danska fältkommissariatet och därefter generalfältkommissariatet. Den danska kungen var mycket nöjd med von Eyndens insatser inom detta, vilket visades av att han 1714 belönades med Dannebrogorden och 1715 utsågs till generallöjtnant. Den kalla vintern 1715 till 1716 fruktade den danska ledningen att Karl XII skulle genomföra en invasion av Själland från Skåne över det frusna Öresund och von Eynden fick i uppgift att ta de danska trupperna i Pommern och marschera med dem till Danmark. Där utsågs han till interimschef för den danska armén som samlats på Fyn för att skydda mot det svenska anfallet. Invasionen blev dock aldrig av då isen töat och von Eyndens chefskap upphörde. Under hösten 1716 var han närvarande hos de trupper som var förlagda kring Köpenhamn som förberedde en dansk-rysk-engelsk invasion av Skåne, men denna kom inte att genomföras. En invasion av Gotland planerades i juli 1717 under von Eyndens befäl, men denna avblåstes efter bara 14 dagar. Därefter inskränkte sig von Eyndens arbete mestadels till att mönstring av nya trupper, kommissioneringar och överkrigsrätter i både Danmark och Norge. Han administrerade också stor del av de danska hjälptrupperna till olika främmande makter. År 1725 begärde von Eynden avsked och drog sig tillbaka till sina egendomar. Han avled den 19 april 1731 och begravdes i Kundby kyrka.

## Egendomar

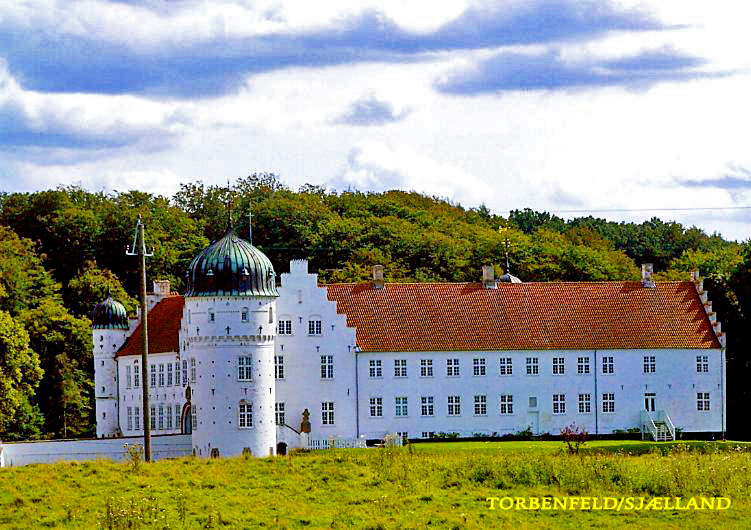
Frydendals slott.

År 1717 köpte von Eynden Frydendals slott, numera kallat Torbenfeldt, på Själland mellan Kalundborg och Humlebæk med stora tillhörande marker. Han lade efter hand till ett antal mindre frälsehemman till egendomen. År 1730 förvärvade von Eynden den närliggande herrgården Bjergbygård.

## Familj
von Eynden gifte sig 1716 med Vibeke Nielsdatter Krag, dotter till gehejmerådet Niels Krag (af Jylland) och Sophie Nielsdatter Juel. Tillsammans fick paret två barn:
- Sophia von Eynden, gift Levetzau, född 23 juni 1718, död 1 januari 1795
- Frederik Christian Ludvig von Eynden, född 1720, död 4 maj 1799, generalmajor.